# Міністерство освіти і науки Російської Федерації

Герб Міністерства освіти і науки Росії

Міністерство освіти і науки Російської Федерації (рос. Министерство образования и науки Российской Федерации) — федеральний орган виконавчої влади РФ, що здійснює функції з вироблення державної політики та нормативно-правового регулювання у галузі освіти, наукової, науково-технічної та інноваційної діяльності, розвитку федеральних центрів науки і високих технологій, державних наукових центрів, інтелектуальної власності, а також в галузі молодіжної політики, виховання, опіки та піклування, соціальної підтримки та соціального захисту учнів і вихованців освітніх установ.
Міністерство освіти і науки Російської Федерації було засновано 9 березня 2004 року, а 15 травня 2018 року було розділено на «Міністерство освіти» і «Міністерство науки і вищої освіти».

## Міністри
- Фурсенко Андрій Олександрович (2004—2012)
- Ліванов Дмитро Вікторович (2012—2016)
- Васильєва Ольга Юріївна (2016—2018)